# Zentralverband Karosserie- und Fahrzeugtechnik
Der Zentralverband Karosserie- und Fahrzeugtechnik e. V. (ZKF) ist der Berufs- und Wirtschaftsverband für Unternehmen des Karosserie- und Fahrzeugbaus. Er ist der Zusammenschluss von Landesinnungsverbänden und Landesinnungen des Karosserie- und Fahrzeugbauer-Handwerks und fachlich oder wirtschaftlich nahestehender Handwerke im Gebiet der Bundesrepublik Deutschland. Er ist eine juristische Person des Bürgerlichen Rechts in der Rechtsform eines eingetragenen Vereins. Die Aufnahme der einzelnen Betriebe vollzieht sich i. d. R. über die Mitgliedschaft in der zuständigen Karosserie- und Fahrzeugbauer-Innung.
Sitz des Verbandes ist Friedberg (Hessen). Präsident ist seit 16. April 2024 Arndt Hürter. Der Vorstand ist unterteilt in Geschäftsführenden, engeren und erweiterten Vorstand.
Der ZKF ist Mitglied im Zentralverband des Deutschen Handwerks (ZDH). Als einer von 36 handwerklichen Spitzenverbänden repräsentiert er die Verbandsseite im ZDH, also die Unternehmervereinigung des Deutschen Handwerks (UDH). Seit 1980 ist der ZKF Mitglied des Weltverbandes Association Internationale des Réparateurs en Carrosserie (AIRC).
Von 1954 bis 1989 lag die Geschäftsführung bei Horst Sanden, von 1990 bis 2016 über 27 Jahre hinweg bei Klaus Weichtmann. Seit 2017 führt Thomas Aukamm die Geschäfte des ZKF.

## Geschichte
Ein erster Zusammenschluss der Innungen des damaligen Deutschen Stellmacherhandwerks erfolgte 1875. In der Zunft wurden Regeln des Wagnerberufs aufgestellt und überwacht, z. B. Ausbildung, Arbeitszeiten, Produktqualität und Preise. Die Wagner führten die Holzarbeiten aus und stellten dann das komplette Rad her. Weitere Handwerke waren Schmiede (Beschlagen der Holzteile), Schlosser (Einbau der Türschlösser), Sattler und Lackierer (Endfertigung).
Der Zentralverband Karosserie- und Fahrzeugtechnik e. V. mit Sitz in Frankfurt am Main wurde am 1. Dezember 1949 gegründet; erster Präsident war Alfred Krebs.
Seit 1980 ist der ZKF Mitglied des Weltverbandes Association Internationale des Réparateurs en Carrosserie (AIRC).
Ein erster Umzug der Geschäftsstelle von Frankfurt nach Bad Vilbel erfolgte 1992. Ein Jahr später wurde das Eurogarant-Fachbetriebssystem als Nachfolge des TÜV-geprüften Fachbetriebes eingeführt. Seit 1996 ist der ZKF Gesellschafter des Kraftfahrzeugtechnischen Instituts (KTI) in Lohfelden, welches vorher als „ASA-Werkstatt“ firmierte.
1998 erfolgte die Gründung der Tochtergesellschaft EUROGARANT AutoService AG mit den Schwerpunkten zentraler Einkauf von Karosserieteilen, später auch von anderen Gütern und Dienstleistungen mit dem Schwerpunkt Unfallschadenvermittlung. Der spätere ZKF-Präsident Friedrich Nagel wurde erster Aufsichtsratsvorsitzender.
Im Jahr 2007 hat der ZKF gemeinsam mit dem ZDK (Zentralverband des deutschen Kraftfahrzeuggewerbes) die Interessengemeinschaft für Fahrzeugtechnik und Lackierung (IFL) gegründet. Das Ziel der IFL ist es, richtige bzw. realistische Arbeitszeiten für den Bereich Unfallinstandsetzung und Lackierung zu finden und am Markt zu etablieren.
Der ZKF übernahm von Anfang an seit 1949 die Geschäftsführungen für den Landesverband Hessen sowie für die Karosserie- und Fahrzeugbauer-Innung Frankfurt/Wiesbaden. Im Jahr 2010 wurde der Landesverband Hessen überführt in die Arbeitsgemeinschaft der hessischen Karosserie- und Fahrzeugbauer-Innungen. Ebenso hat der ZKF stets die Geschäftsführung für die 1935 in Berlin gegründete Stiftung des Deutschen Stellmacher- und Karosseriebau-Handwerks übernommen. Die traditionsreiche Stiftung fördert den Berufsnachwuchs und den Leistungswettbewerb des Deutschen Handwerks und fördert die Teilnahme an den Berufsweltmeisterschaften. Im Jahr 2015 erfolgte der Umzug der Geschäftsstelle von Bad Vilbel nach Friedberg (Hessen).
Seit Januar 2016 hat der ZKF die Geschäftsführung der Karosserie- und Fahrzeugbauer-Innung für den Main-Kinzig-Kreis inne.

## Präsidenten des ZKF
- 1949–1974: Alfred Krebs
- 1975–1996: Karl Schölch
- 1996–2002: Heinz Wiedler
- 2002–2011: Friedrich Nagel
- 2011–2024: Peter Börner
- seit 16. April 2024: Arndt Hürter

## Lehrgänge und Seminare
Fort- und Weiterbildung ist ein Schwerpunktthema des ZKF und seiner Mitgliedsbetriebe. Über eine gemeinsame Akademie mit der Tochtergesellschaft EUROGARANT AutoService AG bietet der ZKF technische und nichttechnische Lehrgänge an.

## Fachzeitschrift
Die Fachzeitschrift „Fahrzeug + Karosserie“ ist das offizielle Magazin des Karosserie- und Fahrzeugbauerhandwerks des ZKF. Sie bietet den Unternehmen monatlich wichtige Informationen aus den Bereichen Technik, Wirtschaft und Politik. Die Zeitschrift wird vom Vogel Verlag (Vogel Business Media) herausgegeben.